# Sentido (sociología)
Según el sociólogo Niklas Luhmann, el fenómeno del sentido aparece bajo la forma de un excedente de referencias a otras posibilidades de vivencia y acción. Algo esta en el foco, en el centro de la intención, y lo otro está indicado marginalmente como horizonte de la actual y sucesiva vivencia y acción. Todo lo que se intenta de esta manera se mantiene abierto al mundo en su conjunto y garantiza, por consiguiente, la actualidad del mundo bajo la forma de accesibilidad. La remisión misma se actualiza como punto de vista de la realidad, pero no sólo incluye lo real (lo presuntamente real), sino también lo posible (lo condicionadamente real) y lo negativo (lo irreal, lo imposible). La totalidad de remisiones que surgen del objeto proveedor de sentido pone a la mano más posibilidades de facto que las que pueden realizarse en el siguiente movimiento. Por consiguiente, la forma de sentido obliga en el siguiente paso a la selección, debido a su estructura de remisión. El sentido dota a la vivencia o a la acción que se realizan en la actualidad, de posibilidades redundantes. Con ello se compensa, a su vez, la inseguridad de la selección.
Según el catedrático Thomas Austin, la palabra sentido nos remite a la búsqueda del conjunto de significados con que asumimos el conocimiento objetivo/consciente y subjetivo/inconsciente de algo. Encontrarle “sentido” a algo significa que se ha producido un cambio cualitativo en la mente, que se ha encontrado o vislumbrado o percibido una nueva perspectiva de algo; es una percepción intuitiva que permite integrar cierta información que uno ha estado recibiendo en una nueva forma o estructura. Comprender, dar sentido a algo, es un cambio en la mente primero, pero se convierte en un cambio de conducta después, porque la persona ajusta su forma de comportarse al nuevo sentido que se ha construido en la mente. Pero se trata de un cambio de lo más provocativo porque, una vez que se ha “comprendido”, pasa a convertirse en la nueva certeza, en lo normal, en “lo que es”, y esta nueva comprensión es capaz de tolerar diferentes interpretaciones, desde perspectivas distintas y en ocasiones diversas.